# MPEP
MPEP（Manual of Patent Examining Procedure）とは、アメリカ合衆国特許商標庁（USPTO）の審査官が審査手続を進めるための審査基準・便覧のことである。日本の特許庁にも『特許・実用新案審査基準』という審査基準が存在する。2017年10月現在、2015年11月の第9版が最新版となっている。USPTOは、MPEPの改善のため、第三者によるオンラインコメントを受け付けるポータルサイトを設けている。